# François Dosse
François Dosse (Paris, 22 de setembro de 1950) é um historiador e sociólogo francês especialista em História dos Intelectuais. Professor de História Contemporânea na Universitaire de Formation des Maîtres at Créteil, é formado em História e  Sociologia pela Université de Vincennes – Paris VIII, tendo desenvolvido seu doutorado na área de Teoria da História e Historiografia, com foco na Escola dos Annales. Ainda na carreira docente, François Dosse foi também professor de nível escolar nos liceus de Pontoise e Boulogne-Billancourt, além de Maître de conférences no Instituts universitaires de formation des maîtres (Versailles e Nanterre).
Como pesquisador, François Dosse se dedica especialmente aos estudos na área de História dos Intelectuais, com ênfase em temas como historiografia, estruturalismo e biografia. A respeito deste último tema é preciso destacar que o pesquisador é também autor de uma série de biografias de grandes filósofos e historiadores franceses como Paul Ricœur, Michel de Certeau e Gilles Deleuze, esse último em perspectiva comparada com Félix Guattari. Dentro de suas análises é possível se destacar também seus trabalhos no campo da Teoria da História com produções na já citada área de biografias e sobre o conceito de "acontecimento". Nos últimos anos vem desenvolvendo pesquisas também na área da História do Tempo Presente estando vinculado ao Instituto de História do Tempo Presente na França.

## Principais obras publicadas

### Na França
- 1987: L'Histoire en miettes. Des "Annales" à la "nouvelle histoire"
- 1991: Histoire du structuralisme. Tome 1 : Le champ du signe
- 1992: Histoire du structuralisme. Tome 2 : Le chant du cygne
- 1994: L'Instant éclaté
- 1995: L'Empire du sens. L'humanisation des sciences humaines
- 1997: Paul Ricœur
- 2000: L'Histoire
- 2002: Michel de Certeau. Le marcheur blessé
- 2005: Le Pari biographique. Écrire une vie
- 2007: Gilles Deleuze et Félix Guattari, biographie croisée
- 2010: Renaissance de l'événement
- 2014: Pierre Nora
- 2014: Les hommes de l'ombre : Portraits d'éditeurs

### No Brasil
- 1994: A História em Migalhas: dos Annales à nova história
- 1994: História do Estruturalismo
- 2001: A História a prova do tempo: da história em migalhas ao resgate do sentido
- 2003: A história
- 2003: O Império do Sentido: a humanização das ciências humanas
- 2004: História e ciências sociais
- 2009: Desafio Biográfico: escrever uma vida
- 2013: Renascimento do acontecimento: um desafio para o historiador: entre Esfinge e Fênix
- 2017: Paul Ricœur: os sentidos de uma vida
- 2021: A saga dos intelectuais franceses 1944-1989 Volume I: À prova da história (1944-1968)